# Choklad-Thule

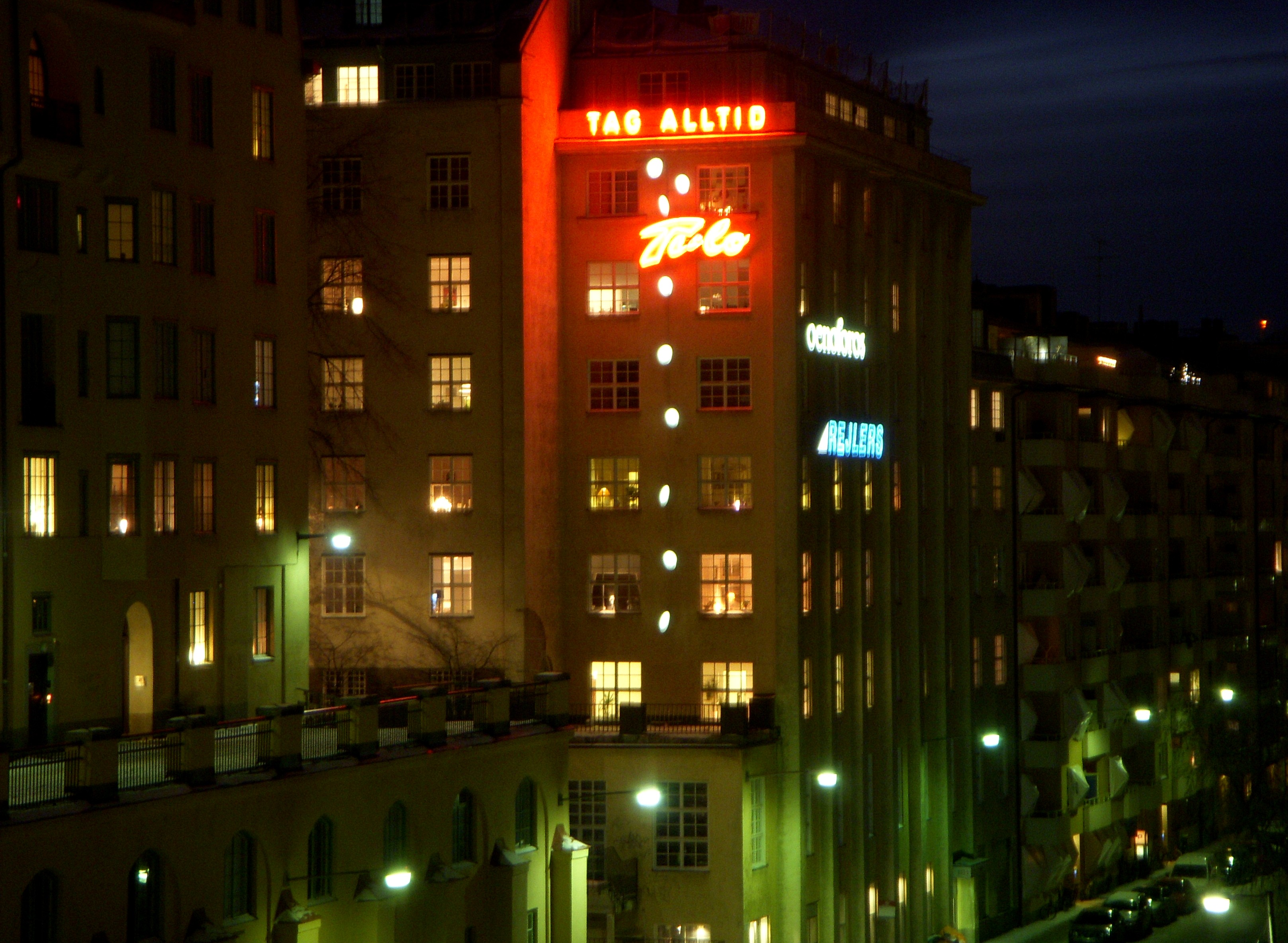
F.d. Choklad-Thules fastighet.

Choklad AB Thule (Choklad-Thule), egentligen AB Förenade Chokladfabrikerna, var en svensk konfektyr- och glasstillverkare. 
Choklad-Thule eller AB Förenade Chokladfabrikerna, som det korrekta namnet var, bildades 1910 genom en sammanslagning av de mindre chokladfabrikerna Chokladfabriks AB Sture, AB Alb. Lundells fabriker och Örebro Choklad- och konfektfabriks AB. Vid mitten av 1920-talet lät man uppföra en ny stor fabriksbyggnad i nio våningar mot Kungsholms strand på Kungsholmen i Stockholm dit all produktion förlades. Fabriksytan fördubblades 1939 till 15 400 kvadratmeter, då en ny byggnad uppfördes vid Fridhemsgatan och Industrigatan, enligt Axel Sjögrens ritningar. Antalet anställda uppgick år 1950 till 400.
Choklad-Thule var Stockholms första glasstillverkare. Glassverksamheten slogs 1942 samman med Mjölkcentralens glassdel i Alaska glace som blev Glace-bolaget - GB Glace. Choklad-Thules övriga verksamhet köptes 1971 upp av Cloetta som flyttade produktionen till Ljungsbro. Bland Choklad-Thules produkter fanns Plopp, Romerska bågar, Tulo och Mums-mums.